# Steve Matteson
Steven R. Matteson (Chicago, 1965) es un diseñador tipográfico estadounidense cuyo trabajo está incluido en varios sistemas operativos de computadora e integrado en consolas de juegos, teléfonos celulares y otros dispositivos electrónicos. Es el diseñador de la familia de fuentes de Microsoft Segoe incluida desde Windows XP; de la colección de fuentes Droid utilizada en la plataforma de dispositivos móviles Android y diseñó la marca y las fuentes de interfaz de usuario utilizadas tanto en la Xbox original de Microsoft como en la Xbox 360.

## Biografía
Matteson se graduó en 1988 en el Instituto de Tecnología de Rochester, donde estudió tipografía, diseño e impresión. Después de graduarse, pasó dos años aprendiendo tecnología de sugerencias de fuentes mientras trabajaba para el fabricante de impresoras láser QMS.
En 1990, Matteson comenzó a trabajar en Monotype Corporation (más tarde Agfa-Monotype) contribuyendo a la creación de las principales fuentes TrueType de Windows 3.1x Arial, Times New Roman y Courier New.
Matteson produjo fuentes para la biblioteca Agfa-Monotype (como Goudy Ornate y Gill Floriated Capitals) y dirigió el diseño de fuentes personalizadas para empresas como Agilent Technologies, Symantec y Microsoft. Matteson diseñó Andalé Mono como una línea de comando monoespaciada y una fuente de codificación para Taligent. La fuente ahora se incluye con Mac OS X y era una de las fuentes principales para la web, en el marco del proyecto llamado Core fonts for the Web.
Matteson dirigió el desarrollo de tipos personalizados para Agfa-Monotype hasta 2003. En 2004 se convirtió en socio fundador y director de diseño tipográfico en Ascender Corporation, sita en Elk Grove Village, Illinois.
En 2005, Matteson diseñó la familia de fuentes Convection para su uso en la marca y la interfaz de usuario de la videoconsola Xbox 360 de Microsoft. Matteson también diseñó la fuente de interfaz de usuario utilizada en el reproductor de música Zune de Microsoft. En 2007, el fabricante de software Red Hat lanzó la familia de fuentes Liberation de código abierto diseñada por Matteson. Además, en ese mismo año Matteson diseñó la familia de fuentes Droid , incluida en la plataforma de teléfonos móviles Android, compatible con Open Handset Alliance.